# Mirabai
Mirabai, Mira Bai o Meerabai (मीराबाई, en caracteres devánagari o mīrābāī, en el sistema IAST de transliteración; Kudki, hoy distrito de Pali en Rajastán, 1498-Dwarka, 1546). Fue una princesa rashput, poetisa, compositora y asceta hinduista, cuyas canciones son todavía populares en el norte de la India.

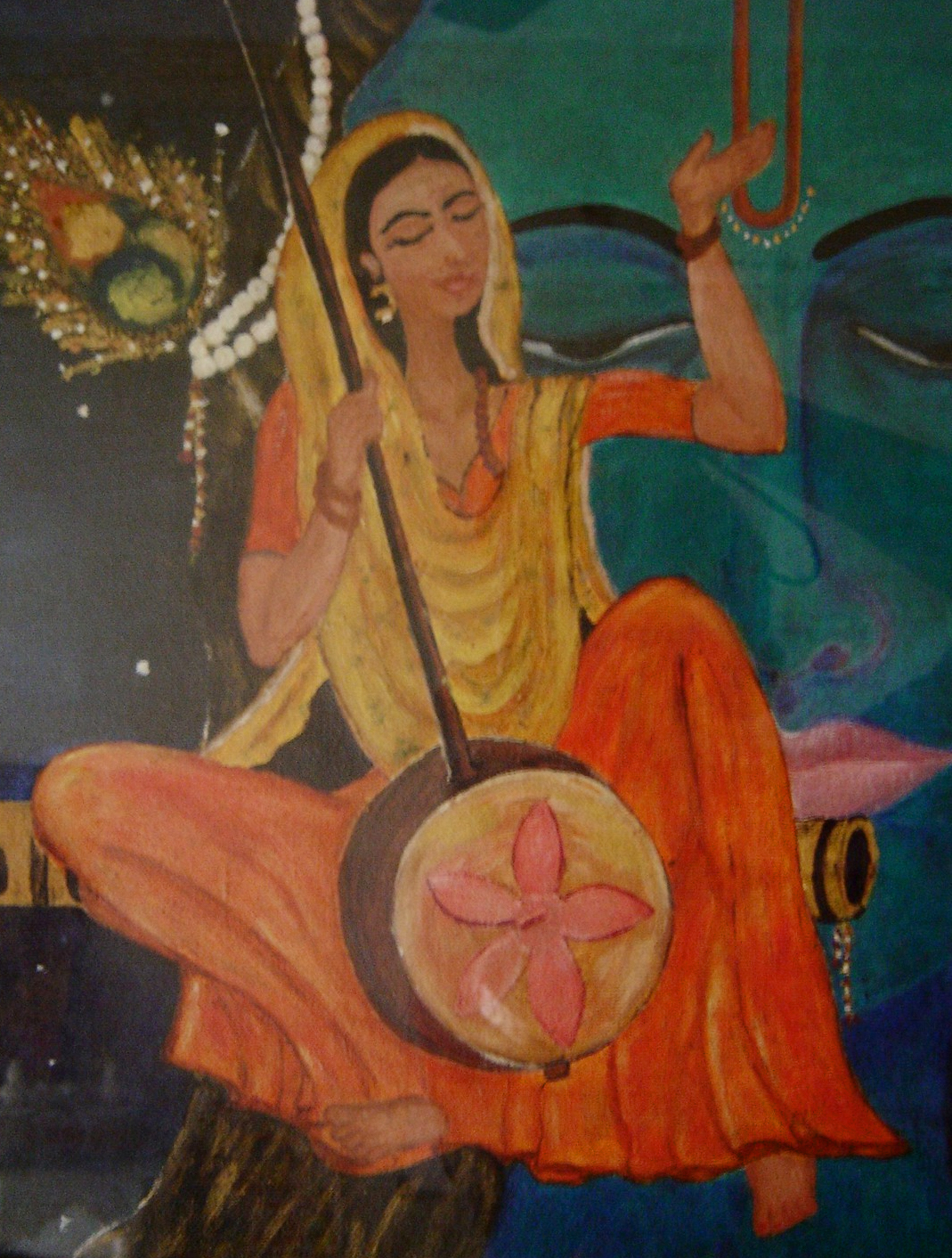
pintura representando a Mirabai

Algunos eventos de su vida, como su despreocupación por las convenciones sociales y familiares, su devoción al dios Krishna, al grado de considerarlo su esposo y del desagrado de su familia, han inspirado leyendas y películas sobre ella.

## Biografía
Nació en Kudki, una aldea cerca de Merta (en Rajastán), actualmente en el distrito Pali. Su padre era Ratan Singh, descendiente de Rao Rathor (el fundador de Jodhpur). Cuando Mira tenía 3 años de edad, un sadhu llegó a su hogar y le dio a su padre una estatuilla del dios Krisná. Su padre lo consideró una bendición especial, e instaló a la deidad en el altar familiar.
Mira quedó profundamente apegada a esa figurilla, y se negó a comer hasta que la deidad le fue entregada. Comenzó a vivir para su muñeco de Krisná, lo vestía, sólo comía la comida que antes le había ofrecido en un plato. Resolvió convertir a Krisná en su único amigo, amante y esposo. A lo largo de su turbulenta vida, nunca olvidó esta relación con su estatuilla.
Pronto sus padres la casaron (una costumbre, el matrimonio infantil, común en la India hasta principios del siglo XXI). El esposo de Mira murió pronto, en las batallas contra los invasores mogoles. El suegro de Mirabai, Rana Sanga, le ordenó a la joven que se suicidara (el rito satí, que hasta mediados del siglo XIX era obligatorio en el norte de la India). Mirabai escapó de su hogar hacia Vrindávana, la tierra de Krisná, su verdadero esposo que no había muerto.

## Obra
De acuerdo con la leyenda, Mirabai dedicó su vida a Krisná después de la muerte de su esposo. Albergó sadhús y peregrinos en su templo privado dedicado a Krisná y le compuso cantos de devoción, una ocupación poco ortodoxa para una viuda (que en la India eran profundamente despreciadas). Sus poemas aluden a dos atentados contra su vida, ambos milagrosamente fallidos. Cuando una delegación de brahmanes intentó regresarla al reino de su esposo, ella desapareció.
Sólo dos poemas se han conservado llevando su firma. Estos quedaron anticuados antes del siglo XVIII, pero su historia es la más famosa de entre los santos del norte de la India.

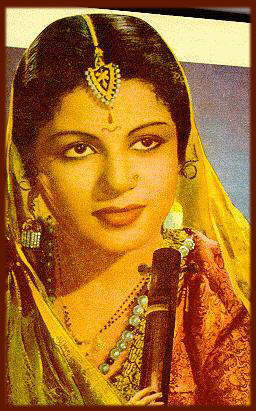
La cantante carnática Subbu Lakshmí (1916-2004) en el disco EMI con la banda sonora de la famosa película Meera (1945).